# Trichopoda pennipes
Trichopoda pennipes là một loài ruồi trong họ Tachinidae.